# 1,1,2-Трихлорэтан
1,1,2-Трихлорэтан (винилтрихлорид, β-трихлорэтан, симм-трихлорэтан) — хлорорганическое соединение, производное этана. Представляет собой бесцветную летучую жидкость со сладковатым запахом.

## Получение
Основной лабораторный способ получения заключается в жидкофазном хлорировании винилхлорида. В колбу, снабжённую мешалкой, обратным холодильником и барботерами для подачи винилхлорида и хлора, вносят 150—200 мл 1,2-дихлорэтана и несколько грамм фенола, который используется в роли ингибитора заместительного хлорирования. В течение нескольких часов в колбу подают газообразный винилхлорид и хлор при температуре 30—40 °C. Газы, которые выходят после обратного холодильника, поглощаются водным раствором щёлочи. Через несколько часов получается реакционная масса, которая содержит примерно 60% необходимого продукта. Через неё продувают азот, после чего промывают и разгоняют на ректификационной колонне. При соблюдении данной методики выход 1,1,2-трихлорэтана составляет 75—80%. В ходе синтеза протекает следующая реакция:
{\displaystyle {\mathsf {CH_{2}=CHCl+Cl_{2}\ {\xrightarrow {kat}}\ CH_{2}Cl-CHCl_{2}}}}
Основных промышленных метода получения имеется два:
- Жидкофазное хлорирование 1,2-дихлорэтана. На 1 тонну продукта в среднем требуется 741 кг 1,2-дихлорэтана и 532 кг хлора. Процесс включает три стадии:

1. Синтез 1,1,2-трихлорэтана по реакции. При этом хлор в реакционную смесь, также содержащую 1,2-дихлорэтан, подаётся в количестве, равном примерно 40—50% от стехиометрического, чтобы избежать образования высших хлоридов. Температура на этой стадии составляет 80—90 °C.
2. Ректификация 1,1,2-трихлорэтана-сырца.
3. Абсорбционная очистка хлороводорода.

- Жидкофазное хлорирование винилхлорида. На 1 тонну продукта в среднем требуется 532 кг хлора и 468 кг винилхлорида. Процесс также включает три стадии:

1. Собственно хлорирование винилхлорида. В данном случае хлор в реакционную смесь поступает с избытком в несколько процентов относительно стехиометрического количества. Температура на этой стадии составляет 20—30 °C.
2. Щелочная промывка 1,1,2-трихлорэтана. Используется 2—3% раствор щёлочи, который поглощает присутствующие в образовавшейся на первой стадии смеси хлор и соляную кислоту.
3. Ректификация продукта, перед которой также проводится его сушка.

Помимо этого, существует ещё несколько способов получения 1,1,2-трихлорэтана:
- Окисление 1,1-дихлорэтана пентахлоридом сурьмы при нагревании:

{\displaystyle {\mathsf {CHCl_{2}-CH_{3}+SbCl_{5}\ {\xrightarrow {t}}\ CHCl_{2}-CH_{2}Cl+SbCl_{3}+HCl}}}
- Гидрохлорирование 1,2-дихлорэтена в присутствии катализатора, в роли которого может выступать хлорид алюминия:

{\displaystyle {\mathsf {CHCl=CHCl+HCl\ {\xrightarrow {AlCl_{3}}}\ CHCl_{2}-CH_{2}Cl}}}
- Хлорирование этилена в присутствии инициаторов реакции замещения:

{\displaystyle {\mathsf {CH_{2}=CH_{2}+2Cl_{2}\ {\xrightarrow {kat}}\ CHCl_{2}-CH_{2}Cl+HCl}}}
- Хлорирование ацетилена с помощью смеси хлороводорода и хлора:

{\displaystyle {\mathsf {C_{2}H_{2}+HCl+Cl_{2}\ {\xrightarrow {kat}}\ CHCl_{2}-CH_{2}Cl}}}
- Реакция монохлорацетальдегида или дихлорэтанола с пентахлоридом фосфора:

{\displaystyle {\mathsf {CH_{2}Cl-COH+PCl_{5}\ {\xrightarrow {}}\ CHCl_{2}-CH_{2}Cl+POCl_{3}}}}
{\displaystyle {\mathsf {CHCl_{2}-CH_{2}OH+PCl_{5}\ {\xrightarrow {}}\ CHCl_{2}-CH_{2}Cl+POCl_{3}}}}

## Физические свойства
1,1,2-Трихлорэтан при нормальных условиях представляет собой бесцветную (желтоватый оттенок в техническом продукте) летучую жидкость со сладковатым запахом. Не растворяется в воде (растворимость составляет 0,45% при 20 °C и 0,5% при 80 °C), хорошо растворяется в углеводородах, в любых соотношениях смешивается с этанолом и эфирами. Плотность составляет 1,44 г/см3 при 20 °C и 1,424 г/см3 при 30 °C.
Перечень физических констант:
- температура плавления: -36,5 °C;
- температура кипения: 113,9 °C;
- относительная плотность при 20 °C: 1,440;
- показатель преломления при 20 °C: 1,4714;
- критическое давление: 4,8 МПа;
- критическая температура: 339 °C;
- критическая плотность: 0,497 г/см3;
- поверхностное натяжение при 20 °C: 33,57 мН/м;
- поверхностное натяжение при 113 °C: 22,0 мН/м;
- дипольный момент: 5,17·10-30 Кл·м;
- теплоёмкость пара при 25 °C: 0,659 кДж/(кг·К);
- теплоёмкость жидкости при 20 °C: 1,113 кДж/(кг·К);
- стандартная энтальпия образования: -138,5 кДж/моль;
- энтальпия испарения: 304,4 кДж/кг;
- теплота сгорания: 1099 кДж/моль;
- теплота плавления: при -36,6 °C: 86,5 кДж/кг;
- энтропия в стандартном состоянии: 337,1 Дж/(моль·К);
- диэлектрическая проницаемость: при 20 °C: 7,29;
- теплопроводность при 20 °C: 0,135 Вт/(м·К);
- температурный коэффициент объёмного расширения: 0,001 °C-1.

| Температура, °C     | -24,0 | -2,0 | 8,3  | 21,6 | 30,4 | 35,2 | 44,0 | 55,7  | 73,2  | 93,0  | 113,9  |
| Давление паров, кПа | 0,13  | 0,67 | 1,33 | 2,67 | 4,00 | 5,33 | 8,00 | 13,33 | 26,66 | 53,32 | 101,31 |

| Второй компонент | Температура кипения, °C | Содержание 1,1,2-трихлорэтана, % |
| ---------------- | ----------------------- | -------------------------------- |
| Вода             | 86                      | 83,6                             |
| Метиловый спирт  | 64,5                    | 3,0                              |
| Этиловый спирт   | 112,0                   | 43,0                             |
| Тетрахлорэтилен  | 77,8                    | 30,0                             |

Энергии связей составляют: 390,8 кДж/моль для C—H (группа CH2Cl), 323,4 кДж/моль для C—Cl (группа CHCl2), 335,1 кДж/моль для C—Cl (группа CH2Cl), 363,2 кДж/моль для C—C.

## Химические свойства
- Способен дегидролхлорироваться под действием водных растворов щелочей, цианида натрия, жидкого аммиака, третичных аминов при температуре 30—150 °C с образованием винилиденхлорида[8], что используется для промышленного синтеза данного соединения:

{\displaystyle {\mathsf {2CH_{2}Cl-CHCl_{2}+Ca(OH)_{2}\ {\xrightarrow {30-150^{o}C}}\ 2CH_{2}=CCl_{2}+CaCl_{2}+2H_{2}O}}}
- При определённых условиях (в паровой фазе, на катализаторе, в роли которого может выступать хлорид бария на активированном угле, и при температуре 200 °C, к примеру) дегидрохлорируется с образованием смеси винилиденхлорида и 1,2-дихлорэтилена, причём образуется как цис-изомер крайнего вещества, так и его транс-изомер[8]. В присутствии основных катализаторов (высококипящие амины, фторид калия на пемзе) преимущественно образуется винилиденхлорид[2].

- В присутствии инициаторов реакций замещения (к примеру, порофора) или под действием света подвержен хлорированию с помощью молекулярного хлора. В результате реакций образуется смесь, состоящая из 1,1,2,2-тетрахлорэтана и 1,1,1,2-тетрахлорэтана[8].

- Способен замещать атомы хлора на атомы фтора под действием безводного фтороводорода при температуре 50—150 °C в присутствии хлорида олова(II). При этом образуется смесь хлорфторпроизводных этана. К примеру, протекает следующая реакция[8]:

{\displaystyle {\mathsf {CH_{2}Cl-CHCl_{2}+HF\ {\xrightarrow {50-150^{o}C}}\ CH_{2}Cl-CHClF+HCl}}}
- Гидролиз приводит к хлорацетальдегиду[2]:

{\displaystyle {\mathsf {CH_{2}Cl-CHCl_{2}+H_{2}O\ {\xrightarrow {t}}\ CH_{2}Cl-COH+2HCl}}}

## Применение
Реакция дегидрохлорирования 1,1,2-трихлорэтана используется для синтеза винилиденхлорида. Также винилтрихлорид широко используется в качестве растворителя, найдя своё применение в лакокрасочной промышленности и промышленности пластических масс. Так, он служит растворителем для хлорированного каучука и полупродукта, являющегося сырьём для получения более глубокохлорированных веществ, в которых большинство атомов водорода заменены на атомы хлора (к примеру, гексахлорэтан или 1,1,2,2-Тетрахлорэтан).

## Взрыво- и пожароопасность
1,1,2-трихлорэтан является трудногорючей жидкостью. Температура вспышки равна 29 °C, область воспламенения паров в воздухе составляет 8,7—17,4 % по объёму.

## Биологическое действие
1,1,2-трихлорэтан относится к малоопасным веществам (4-й класс опасности в соответствии с ГОСТом 12.1.007-76).
Обладает общетоксическим действием, является наркотиком. Способен проникать через неповреждённую кожу. Присутствие 1,1,2-трихлорэтана во вдыхаемом человеком воздухе (в высокой концентрации) способно вызывать головокружение, кашель, головную боль. При длительном и частом контакте с данным соединением наблюдаются нарушения сердечно-сосудистой системы, к примеру, аритмия. Также данное вещество в высоких дозах негативно влияет на нервную систему и печень.
Меры профилактики включают эффективную вентиляцию помещения, соблюдение личной гигиены, герметизацию оборудования и коммуникации. В качестве средства индивидуальной защиты используется фильтрующий промышленный противогаз марки А, а при высокой концентрации 1,1,2-трихлорэтана в воздухе применяется шланговый изолирующий противогаз. Защита глаз осуществляется с помощью масок, защита кожи — при помощи защитных перчаток и специальной одежды.
При интоксикации большими количествами данного вещества следует немедленно удалить пострадавшего из зоны высокой концентрации 1,1,2-трихлорэтана на свежий воздух. Промыть кожу водой с мылом, одежду, если она загрязнена, требуется снять. При попадании соединения на кожу или в глаза необходимо промыть их большим количеством воды, а также обратиться к врачу и провести госпитализацию.
Рекомендуемая ПДК в воздухе рабочей зоны производственных помещений для винилтрихлорида составляет 45 мг/м3, в воде водных объектов хозяйственно-питьевого и культурно-бытового водопользования — 0,005 мг/л. ЛД50 на крысах — 1259 мг/кг (перорально).

### Транспортирование и хранение
1,1,2-трихлорэтан перевозят в стальных железнодорожных цистернах с верхним сливом либо в стальных бочках. Данные бочки транспортируют в крытых железнодорожных вагонах или автомашинах. Хранят рассматриваемое вещество в специальных ёмкостях либо бочках в неотапливаемых складских помещениях.